# 菊田大輔
菊田 大輔（きくた だいすけ、1988年12月1日 - ）は、日本の俳優。東京都出身。血液型はB型。身長177cm、サイズはB 89cm・W 71cm・H 85cm・S 27cm。
大東文化大学在学中の21歳の時にキャンパスター★H50 with MEN'S NON-NOに出場してMEN'S NON-NO賞を受賞した。
2020年10月ブログにて、ホリプロ退社を報告。以降フリーで活動中。

## 人物
- 特技：サッカー、水泳。
- 趣味：カメラ。
- 好きなもの：三国志、戦国時代、バイク。
- 好きなブランド：ラッドミュージシャン
- 好きな役者：松田優作、渡辺謙、渥美清。
- 長所：負けず嫌い。
- 短所：マイペース。

## 受賞
- キャンパスター★H50 with MEN'S NON-NO MEN'S NON-NO賞受賞。

## 出演

### テレビドラマ
- クローンベイビー（2010年、TBS） - 三雲豪太 役
- 黄金の豚 第6話（2010年、日本テレビ） - 響ファイブ 赤木秀一 役
- 幻夜 第3〜5話（2010年、WOWOW） - 青江真一郎 役
- 福岡恋愛白書6〜ふたつのLove Story「＃02花火の架け橋」（2011年、九州朝日放送） - 津田浩信 役
- BOSS 第1話（2011年4月14日、フジテレビ） - ゲスト 役
- シマシマ（2011年、TBS） - 双葉蘭 役
- 怪盗ロワイヤル（2011年、TBS） - 香月秀平 役
- 家族八景 Nanase,Telepathy Girl's Ballad（2012年、毎日放送） - 竹村克己 役
- 金曜プレステージ 医療捜査官 財前一二三3（2012年8月3日、フジテレビ） - 松山倫太郎 役
- 車イスで僕は空を飛ぶ（2012年8月25日、日本テレビ） - 佐藤シゲル 役
- 走馬灯株式会社（2012年、TBS） - 今泉明 役
- MONSTERS（2012年、TBS） - 工藤隼人 役
- 確証〜警視庁捜査3課（2013年、TBS） - アルベルト 役
- 仮面ティーチャー（2013年、日本テレビ） - 岬智也 役
- 東京トイボックス（2013年、テレビ東京） - 金田正志 役
- 恋文日和 第1話（2014年1月6日、日本テレビ） - 神代龍平 役
- 大東京トイボックス（2014年、テレビ東京） - 金田正志 役
- SHARK 第4話・5話（2014年2月2日・9日、日本テレビ） - 岡崎隼人 役
- 土曜ワイド劇場（テレビ朝日）
  - 棟居刑事の『夜の虹』（2014年2月8日） - 山口刑事 役
  - 事件16 はめられた男 不倫相手の女性を殺した!? カメラに映らない逃亡者の謎 妻の証言で逆転法廷に!（2015年5月30日）- 「イネスタ・アセット・マネジメント社」営業部員 佐山一平 役
- 水曜ミステリー9 マトリの女 厚生労働省 麻薬取締官（2014年2月19日、テレビ東京） - 山口健太 役
- 夜のせんせい 第6話（2014年2月21日、TBS） - 聖也 役
- 三匹のおっさん〜正義の味方、見参!!〜 最終話（2014年3月14日、テレビ東京） - 加藤アキラ 役
- 死神くん 最終話（2014年、テレビ朝日） - 長友雄介 役
- すべてがFになる 第1話・2話（2014年10月21日・28日、フジテレビ） - 丹羽健二郎 役
- 保育探偵25時〜花咲慎一郎は眠れない!!〜（2015年、テレビ東京） - 郷田悠一 役
- ドラマスペシャル フラガールと犬のチョコ（2015年3月11日、テレビ東京） - 今井仁 役
- 紅白が生まれた日（2015年3月21日、NHK総合）[1] - 山川浩平 役
- アカギ 第1話（2015年7月17日、BSスカパー!）
- AKBラブナイト 恋工場 第19話「ヒモのイタリアン」 （2016年6月30日、テレビ朝日） - 悠太 役
- ラブラブエイリアン 第19・22・26話（2016年9月1日・8日・22日、フジテレビ） - 小島亘 役
- 下剋上受験 第6話〜最終話（2017年2月17日 - 3月17日、TBS） - 徳川麻里亜の家庭教師 役
- トクチョウの女〜国税局特別調査部〜（2017年3月4日、フジテレビ） - 蔵本潤平 役
- 仮面ライダーエグゼイド 第30話（2017年5月7日、テレビ朝日） - カリタ 役
- 御茶ノ水ロック（2018年） - 黒岩一馬 役
- アンナチュラル（2018年） - 田中弁護士 役
- 金曜プレミアム 「船越英一郎殺人事件」（2018年） - 坂本直道 役
- 病室で念仏を唱えないでください（2020年1月17日 - 3月20日、TBS） - 明石健吾 役

### 携帯配信ドラマ
- 女神のイタズラ〜キミになったボク〜（2011年、Bee TV） - 三木貴仁 役

### 映画
- ガクドリ（2011年4月9日公開） - 主人公のバディ熊太郎 役・ナレーション
- 桜蘭高校ホスト部（2012年3月17日公開） - 東郷院誠 役
- 神さまの言うとおり（2014年11月15日公開） - 森川役
- ピーチガール（2017年5月20日公開） - 大路吾郎 役

### 舞台
- 12人の優しい殺し屋（2010年8月7日 - 15日、赤坂RED/THEATE） - 白神彰 役
  - 12人の優しい殺し屋〜狙われた豪華客船〜（2011年8月16日 - 24日、青山円形劇場） - 白神彰 役
- 新・幕末純情伝（2012年7月12日 - 22日、Bunkamuraシアターコクーン）
- NINAGAWA×SHAKESPEARE LEGEND1「ロミオとジュリエット」（2014年8月7日 - 24日、彩の国さいたま芸術劇場小ホール） - パリス 役
- Fate/Grand Order THE STAGE -神聖円卓領域 キャメロット-（2017年7月14日 - 7月17日・9月29日 - 10月8日、Zeppブルーシアター六本木） - トリスタン 役[2]
- 舞台 少年ヨルハ Ver1.0（2018年1月31日 - 2月4日、六行会ホール）
- 御茶ノ水ロック -THE LIVE STAGE-（2018年3月30日 - 4月15日、AiiA 2.5 Theater Tokyo） - 黒岩一馬 役
- 劇団シャイニング from うたの☆プリンスさまっ♪「Pirates of the Frontier」（2019年3月15日 - 3月24日、ステラボール / 4月5日 - 4月7日、京都劇場） - スミス 役

### バラエティ・その他
- 戦国鍋TV 〜なんとなく歴史が学べる映像〜
  - 天正遣欧少年使節（2010年7月 - 10月） - 原マルチノ役
  - 利休七哲 - 高山右近（ベース）役
  - 戦国にほえろ! - ハイネック刑事 役
  - 戦国ミュージカル OICHI - 浅井長政 役

### 声優
- 最強武将伝 三国演義（2010年4月、テレビ大阪） - 李粛 役